# Orquesta Sinfónica de las Islas Baleares "Ciudad de Palma"
La Orquesta Sinfónica de las Islas Baleares (OSIB; en catalán, Orquestra Simfònica Illes Balears) es una agrupación orquestal española, con sede en la ciudad de Palma de Mallorca, que fue fundada en 1988. Su sala de conciertos de temporada es el Auditorium, el Trui Teatre, y ocasionalmente el Teatre Principal de Palma. También repite conciertos de temporada en el Auditori de Manacor . Pablo Mielgo es su director titular actualmente. 
Luis Remartínez fue el primer director artístico y titular de la orquesta desde su creación hasta el año 1994. 
Es miembro de la Asociación española de Orquestas Sinfónicas AEOS.  

## Directores
- Luis Remartínez (1988-1994)
- Philippe Bender (1994-1997)
- Salvador Brotons (1997-2000)
- Geoffrey Simon (2001-2002)
- Edmon Colomer (2002-2005)
- Philippe Bender (2005-2009)
- Salvador Brotons (2009-2013)
- Josep Vicent (2013-2014)
- Pablo Mielgo (desde 2014)